# Michel Ferracci
Ne doit pas être confondu avec Michel Ferracci-Porri.
Pour les articles homonymes, voir Ferracci.
Michel Ferracci, né le 11 mars 1967 à Quenza et dont le nom complet est Antoine Michel Ferracci, est un acteur et producteur français.

## Biographie

### Jeunesse
Michel Ferracci naît dans le petit village corse de Quenza. Il grandit à Porto Vecchio où ses parents agriculteurs tiennent également un café. Enfant, il aime le cirque, le théâtre, amuser les autres. Il perd son père jeune et aide sa mère dans le commerce familial.
Il s'installe à Paris et jusqu'à 40 ans travaille dans les cercles de jeux de la capitale.

### Carrière
Son ami et réalisateur Pierre Leccia rencontre Michel Ferracci accompagné de Éric Rochant au Cercle de poker Wagram dont il est le directeur et ces derniers lui proposent un rôle dans la série Mafiosa sur Canal +. Engagé pour la saison 2 en 2008 où son personnage meurt, Rochant lui confie une autre personnage dans les saison 3 et 4,.
Il participe ensuite à de nombreuses séries : Le Temps est assassin de Claude-Michel Rome, Capitaine Marleau de Josée Dayan, Profilage, Scènes de ménages... 
Au cinéma, Michel Ferracci tourne avec Laurent Tuel (Le Premier Cercle, La Grande Boucle), Éric Valette (Une affaire d'État), Alexandre Arcady (Comme les cinq doigts de la main), Thierry de Peretti (Les Apaches), Lucas Belvaux (Chez nous, Des hommes), Éric Fraticelli (Permis de construire, Le Clan, Inestimable), Frédéric Farrucci (Le Mohican)...
En 2024, Michel Ferracci crée le Portivechju Film Festival à Porto-Vecchio avec l’association Cinéma Paradisu et la mairie.
En 2025, l'acteur fait ses premiers pas au théâtre dans l'adaptation du film On aurait du aller en Grèce de Nicolas Benamou qu'il a co-écrit. Dans une mise en scène d'Anne Bourgeois, il partage l'affiche avec Daniel Russo et Ariane Séguillon au Théâtre du Gymnase Marie-Bell de Paris,.

### Vie privée
À partir de 2008, Michel Ferracci vit avec l'actrice belge Émilie Dequenne qu'il a rencontrée au Cercle Wagram, un club de poker parisien dont il était le directeur. Il l'épouse le 11 octobre 2014 à la mairie du 10e arrondissement de Paris. Il a deux fils d'une précédente union, tandis qu'elle a une fille. Il est veuf depuis le 16 mars 2025.

## Filmographie

### Cinéma

#### Longs métrages
- 2009 : Le Premier Cercle de Laurent Tuel : patron du night-club
- 2009 : Une affaire d'État d'Éric Valette : le patron de la casse
- 2010 : Tête de turc de Pascal Elbé : président des urgentistes
- 2010 : Le Mac de Pascal Bourdiaux: sbire de Mendès
- 2010 : Comme les cinq doigts de la main d'Alexandre Arcady : Thierry, l'avocat
- 2012 : Une nuit de Philippe Lefebvre : William
- 2013 : Vive la France de Michaël Youn : Taxi aéroport Figari
- 2013 : Marius de Daniel Auteuil : le deuxième marin du Coromandel
- 2013 : La Grande Boucle de Laurent Tuel : Santini
- 2013 : Les Apaches de Thierry de Peretti : Bati
- 2014 : Colt 45 de Fabrice du Welz : Michel
- 2014 : Les Francis de Fabrice Begotti : Jérôme Campana
- 2016 : Afrika Corse de Gérard Guerrieri : Brutus
- 2017 : Chez nous de Lucas Belvaux : Dominique Orsini
- 2018 : La Femme la plus assassinée du monde de Franck Ribière : Dominique
- 2018 : Et mon cœur transparent de David Vital-Durand et Raphaël Vital-Durand : l'inspecteur
- 2019 : Push it to the Limit de Sabrina Nouchi : Dan
- 2020 : Belle Fille de Méliane Marcaggi : Battistu
- 2020 : Des hommes de Lucas Belvaux : le médecin
- 2021 : Permis de construire d'Éric Fraticelli : Tutu
- 2022 : Le Clan d'Éric Fraticelli : Félix Nerri
- 2023 : Inestimable d'Éric Fraticelli : Le patron de Fred
- 2023 : Double Foyer de Claire Vassé : Brice
- 2024 : On aurait dû aller en Grèce de Nicolas Benamou : Antoine
- 2025 : Le Mohican de Frédéric Farrucci : Michel Battesti
- 2025 : Permis de détruire d’Éric Fraticelli : Tutu

#### Courts métrages
- 2012 : Migraines d'Hélène Couturier : Ange
- 2018 : Le Banc de Jeff Taver et Mehdi Vandal
- 2021 : La Balance de Jeff Taver
- 2022 : Le Puissant Royaume de Julien Meynet
- 2022 : In Festa d'Hélène Guidicelli
- 2022 : Resignation de Véronique Meriadec et Christel Henon : Toni Berisha
- 2024 : A terra di i signori de Jean-Michel Martinetti : Félix

### Télévision

#### Séries télévisées
- 2008 : Mafiosa, saison 2 d'Éric Rochant : Ortoli
- 2010 : Mafiosa, saison 3 d'Éric Rochant : André Luciani
- 2010 : Contes et nouvelles du XIXe siècle, épisode Crainquebille de Philippe Monnier : l'agent Matra
- 2012 : Mafiosa, saison 4 de Pierre Leccia : André Luciani
- 2014 : Duel au soleil, saison 1 d'Olivier Guignard : Yves-Marie Angelini
- 2019 : Studiente, saison 2 de Baptiste Agostini Croce
- 2019 : Le Temps est assassin de Claude-Michel Rome : Pierre Ange Rossi
- 2019 : À l'intérieur de Vincent Lannoo : Philippe Perroti
- 2019 : Capitaine Marleau de Josée Dayan, épisode Pace e salute, Marleau! : Mori
- 2020 : Profilage, saison 10, épisodes 99 et 100 La Croisée des chemins de Jérémy Minui : Adrien Leblanc
- 2021 : Frérots, saison 1 de Frank Bellocq : Un policier
- 2023 : Scènes de ménages, épisode en Corse de Karim Adda : Eric
- 2025 : Plaine orientale de Pierre Leccia
- 2025 : En famille, épisode Vacances en Corse de Raphaël Lenglet
- 2025 : Capitaine Marleau de Josée Dayan, épisode La 7e danse : Daniel
- 2025 : En famille, prime Des vacances bien corsées : Antoine

#### Téléfilms
- 2009 : La Tueuse de Rodolphe Tissot : Roland
- 2015 : Souviens-toi de Philippe Venault : commissaire Mattei
- 2024 : Les Bodin's enquêtent en Corse de Thierry Binisti : Ange-Sauveur

#### Séries web et myCANAL
- 2017 : Force et Honneur de Lacrim, saison 1 MyCanal
- 2018 : Force et Honneur de Lacrim, saison 2 MyCanal

#### Scénariste
- 2024 : On aurait dû aller en Grèce de Nicolas Benamou

#### Production
- 2015 : Un moment d'égarement de Jean-François Richet : producteur exécutif
- 2021 : Permis de construire d'Éric Fraticelli : producteur associé

## Théâtre
- 2025 : On aurait du aller en Grèce de Pierre-Marie Mosconi, mise en scène Anne Bourgeois, Théâtre du Gymnase Marie-Bell, Paris